# Nicolás Sánchez
Nicolás Gabriel Sánchez, também Nico Sánchez, (Buenos Aires, 4 de Fevereiro de 1986) é um futebolista argentino que atua como zagueiro. Atua atualmente no Monterrey do México.

## Carreira
Foi revelado pelo Nueva Chicago em 2003. Defendia desde 2007 o River Plate, após o clube argentino ter dívidas e não poder mais contar com Nico e outros atletas.

## Títulos
| Ano  | Competição                             | Clube       |
| ---- | -------------------------------------- | ----------- |
| 2008 | Campeonato Argentino (Torneo Clausura) | River Plate |

• Monterrey

Concacaf Champions League: 2020
1. ↑  «2019 FIFA Club World Cup Qatar — List of Players» (PDF). Fédération Internationale de Football Association (em inglês). FIFA.com. 5 de dezembro de 2019. p. 3. Cópia arquivada (PDF) em 17 de janeiro de 2020